# Maite Perroni
Maite Perroni (Ciudad de México, 9. ožujka 1983.) je popularna meksička glumica i pjevačica, poznata po ulozi u telenovelama Oprezno s anđelom, Rebelde i Moj grijeh. Pjevačku slavu je stekla kao članica benda RBD.

## Rani život
Maite Perroni Beorlegui rođena je 9. ožujka 1983. u gradu i distriktu Ciudad de México. Kada je imala 11 mjeseci, preselila se s obitelji u Guadalajaru zbog očevog posla. Podrijetlom je iz Italije, ali je rođena u Meksiku. Roditelji joj se zovu Javier Perroni i Maite Beorlegui. Ima dva mlađa brata, Adolfa i Francisca.

## Pjevačka karijera
Prateći uspjeh Maite je ostvarila u seriji "Rebelde". Zahvaljujući seriji postala je član popularnog benda RBD. Njeni kolege su Anahi, Dulce Maria,Alfonso Herrera, Christopher Uckermann i Christian Chavez. Zajedno s ostalim članovima grupe snimila je 9 albuma i stekla slavu širom svijeta, koja joj je kasnije otvorila vrata u brojnim glumačkim projektima. Nakon raspada benda snimila je tri pjesme za telenovelu "Oprezno s anđelom", a to su: "Esta Soledad", "Contigo" i "Separada de ti". Nakon serije "Oprezno s anđelom", snimila je još dvije pjesme za seriju "Moj grijeh" u kojoj je također protagonistica. Pjesme se zovu "Mi pecado eres tu" s bendom Reik i "Será mi pecado ser mujer" s Fatom. Osim pjevanja, Maite se okušala i kao kompozitorica. Napisala je pjesmu "Tal vez mañana" još dok je nastupala s RBD-om.2010. organizirala je svoju prvu samostalnu karijeru po Brazilu. Pjevala je hitove RBD-a, serije "Oprezno s anđelom" i "Moj grijeh". 2010. je izašla njena nova pjesma "No vuelvas" koje je bila uključena u njenu kratku turneju po Brazilu. Ni u telenoveli "Pobjeda ljubavi" nije izostavila pjevanje. Snimila je pjesmu "A partir de hoy" s pjevačem talijanskog podrijetla Marcom di Maurom. 2010. godinu završila je pjesmom "Un ano mas" kao specijalni novogodišnji projekt Televise. U 2011. otpjevala je pjesmu "Vamos a contar del 1 al 11" kao pjesmu za dječju emisiju Ulica Sezam. 2011. sudjelovala je i u specijalnom koncertu meksičke pjevačice Yuri zajedno s grupom Meuricio u pjesmama "Footlose" i "Solo por ti". Ni u svojoj telenoveli 2012., Komadić neba također nije napustila pjevanje. Otpjevala je pjesmu "Te dare mi corazon" koju je napisao njezin dečko Mane de la Parra. U 2012. također je sudjelovala i na predstavljanju DVD-a Esencial svojeg dobrog prijatelja i bivšeg kolege iz RBD-a Christiana Chaveza i otpjevala pjesmu "Tatuajes". Godine 2013. izdala je prvi solo album Eclipse de Luna. Do sada je izdala 3 video spota s albuma 'Eclipse De Luna'. U studenom 2014. godine je krenula na turneju po imenu Eclipse De Luna Tour u rodnom Meksiku i nastavila prema Brazilu. U planu imati posjet Europi 2015. godine.

## Glumačka karijera
Još je školi je pokazivala svoj talent sudjelujući na međunarodnom plesnom natjecanju. Jednu je godinu bila sudionicom, a sljedeće je godine bila dijelom sastava, otvarajući svaku prezentaciju. Njen je glumački dar izašao na površinu tek kad je Televisinu glumačku akademiju CEA. Sudjelovala je u nekim kazališnim predstavama kao što su: "Usted tienen ojos de mujer fatal", "Los enamorados" i "Las cosas simples". 2004. godine dobiva ulogu "Lupite Fernandez" u tinejdžerskoj telenoveli "Rebelde". Nakon završetka telenovele koja je trajala tri sezone, Maite se priključila seriji "RBD: La Familia". 2008. dobiva ulogu protagonistice u telenoveli "Oprezno s anđelom", gdje joj je partner kubanski glumac William Levy.
Nakon završetka snimanja "Anđela", Maite se nije dugo odmarala. Ponudilo joj se ulogu "Lurecije" u telenoveli "Moj grijeh" koju je odmah prihvatila. Nakon serije "Moj grijeh" koja je doživjela veliki uspjeh kako u Meksiku tako i u Hrvatskoj, Maite je odradila epizodnu ulogu u vrlo popularnoj seriji "Žene ubojice". Tumačila je lik Estele Blanco zajedno s veterankama meksičkog glumišta Luz Mariom Aguillar i ianom Bracho. Tijekom 2010. glumila je i u kazališnoj predstavi "Cena de matrimonios" uz Sebastiana Zuritu.U rujnu 2010. godine je počela je s novom serijom Pobjeda ljubavi koja će se prikazivati u "zvjezdanom terminu" (u Meksiku) gdje ponovo djeli pozornicu s Williamom Levyjem. Nakon Pobjede ljubavi uslijedio je odomor nakon kojeg se Maite vraća glumi,ovog puta sa svojim filmskim prvijencom El arribo de conrado sierra čija je radnja smještena u 1945. godinu, a Maite glumi najmlađu od 5 sestara i suprotstavlja se društvu i preprekama. U filmu su se uz nju našli Luis Felipe Cortes,Susana Dosamantes,Jessica Mas između ostalih.Premijera filma najavljena je za kraj 2012. godine. Odmah po završetku filma vraća se i telenovelama. Ovog puta u komičnoj telenoveli Komadić neba uz Pedra Fernandeza, a gdje je imala i priliku glumiti sa svojim dečkom Maneom de la Parrom.2014. Maite dobiva glavnu ulogu u Televisinoj telenoveli La Gata uz Daniela Arenasa,Eriku Buenfil i Lauru Zapatu. La Gata je u rekordnom roku prodana u više od 100 država.

## Proizvodi i modne kampanje
Bila je zaštitno lice raznih modnih kuća poput modne kuće Surat(2006. – 2007.),Njujorkske modne kuce NYX Cozmetics u periodu od 2007. – 2008. godine,te kuće Asepxia zajedno s kolegicom iz grupe Anahi u periodu od 2008. i 2009. godine nakon cega je potražnja za proizvodima vrtoglavo porasla.
2007. izasla je u prodaju Barbie lutka bazirana na njenom liku iz telenovele Rebelde zbog cega je Maite zajedno s ostalim članovima benda uvrštena među jedine latinoamerikance koji posjeduju svoju plastičnu verziju.
U lipnju 2009. izrazila je podrsku Meksičkoj Zelenoj Stranci za koju je snimila i promotivne spotove. Tijekom 2010. bila je zaštitno lice za Pantene i modnu kuću Cklass. 2011. sudjelovala je na razim Colgate događajima kao njihovo zaštitno lice,kao i za sladoled Magnum i kuću Coppel. Tijekom 2012. nastavlja biti zaštitno lice za Magnum i Coppel prisustvujući brojnim događajima. Pojavila se u raznim reklamama poput Giraffas,Pepsi,Helato de Bonice,Teleton,Wall Mart,Ades,Cklass,Colgate,Pantene,Hinds, Marinela, Magnum. U prosincu 2014. u suradnji s butikom National Stories izdala je vlastitu liniju odjeće Maite Perroni Collection u Los Angelesu.

## Filmografija

### Telenovele
- "Rebelde" kao Guadalupe "Lupita" Fernández (2004. – 2006.)
- "Lola...Érase una vez" kao "Nova Pepeljuga" (2007.)
- "Skimo" specijalni gost (2007.)
- "Oprezno s anđelom" kao María de Jesús Velarde "Marichuy" de San Román (2008. – 2009.)
- "Moj grijeh" kao Lucrecia Córdoba Pedraza de Huerta (2009.)
- "Pobjeda ljubavi" kao Maria 'Desamparda" Iturbide Gutierrez de Sandoval (2010. – 2011.)
- "Komadić neba" kao Renata (2012.)
- " La Gata" kao Esmeralda de la Santacruz "La Gata" (2014.)

### Filmovi
- "El arribo de conrado sierra" kao Ninfa Alcantar (2012.)
- "Hola y Adios " kao Luna (2013.)

### TV serije
- "La energia de sonrisclandia" kao Guadalupe Lupita Fernandez (2005.)
- "Skimo" specijalno učešće s RBD-om (2007.)
- "RBD: La Familia" kao May (2007.)
- "Mujeres asesinas" kao Estela Blanco (2010. )
- "Tu historia de telenovela" kao Guadalupe Reyes (2010. )

### Kazalište
- "Cyrano de Bergerac" kao Roxanne Bergerac (1999.)
- "Cats" kao Gato (2000.)
- "Usted tienen ojos de mujer fatal" kao Elena (2001.)
- "Las cosas simples" kao Matilde (2003.)
- "Los enamorados" kao Eugenia (2003.)
- "Cena de Matrimonios" kao Elisa (2010.)

## Nagrade i nominacije

### Premios Juventud
| Godina | Kategorija                 | Umjetnica     | Rezultat   |
| ------ | -------------------------- | ------------- | ---------- |
| 2008.  | Djevojka iz mog sna        | Maite Perroni | nominacija |
| 2009.  | Želim se odijevati kao ona | Maite Perroni | nominacija |
| 2009.  | Djevojka iz mog sna        | Maite Perroni | pobjednica |
| 2010.  | Djevojka iz mog sna        | Maite Perroni | nominacija |
| 2011.  | Djevojka iz mog sna        | Maite Perroni | pobjednica |

### Premios People en Español
| Godina | Kategorija                                     | Nominirani rad    | Rezultat   |
| ------ | ---------------------------------------------- | ----------------- | ---------- |
| 2009.  | Najbolji televizijski par (s Williamom Levyem) | Oprezno s anđelom | nominacija |
| 2009.  | Najbolja glumica                               | Oprezno s anđelom | nominacija |
| 2010.  | Najbolji televizijski par (s Eugeniom Siller)  | Moj grijeh        | nominacija |
| 2010.  | Najbolja mlada glumica                         | Moj grijeh        | nominacija |
| 2010.  | Najbolja glumica                               | Moj grijeh        | nominacija |
| 2011.  | Najblji televizijski par (s Williamom Levyem)  | Pobjeda ljubavi   | pobjednica |
| 2011.  | Najbolja glumica                               | Pobjeda ljubavi   | nominacija |
| 2011.  | Najbolja pjesma                                | "A partir de hoy" | nominacija |
| 2011.  | Najbolji par (s Mane de la Parra)              | -                 | nominacija |

### Premios TVyNovelas
| Godina | Kategorija                                    | Nominirani rad                        | Rezultat   |
| ------ | --------------------------------------------- | ------------------------------------- | ---------- |
| 2009.  | Najbolja mlada glumica                        | Oprezno s anđelom                     | pobjednica |
| 2010.  | Najbolja mlada glumica                        | Moj grijeh                            | nominacija |
| 2010.  | Najbolja pjesma                               | "Mi Pecado" feat REIK                 | nominacija |
| 2012.  | Najbolja glumica                              | Pobjeda ljubavi                       | nominacija |
| 2012.  | Najbolja pjesma                               | "A partir de hoy" feat Marco di Mauro | nominacija |
| 2012.  | Najuticajnija umjetnica na društvenim mrežama | Maite Perroni                         | pobjednica |

### Premios Univision
| Godina | Kategorija          | Nominirani rad    | Rezultat   |
| ------ | ------------------- | ----------------- | ---------- |
| 2009.  | Kraljica telenovela | Oprezno s anđelom | pobjednica |
| 2010.  | Kraljica telenovela | Moj grijeh        | nominacija |
| 2012.  | Kraljica telenovela | Pobjeda ljubavi   | nominacija |

### Premios Magazine Estrella Web
| Godina | Kategorija       | Nominirani rad  | Rezultat   |
| ------ | ---------------- | --------------- | ---------- |
| 2011.  | Najbolja glumica | Pobjeda ljubavi | pobjednica |
| 2011.  | Najbolja pjesma  | A partir de hoy | nominacija |

### Premios Galardon de los Grandes
| Godina | Kategorija       | Nominirani rad    | Rezultat   |
| ------ | ---------------- | ----------------- | ---------- |
| 2009.  | Najbolja glumica | Oprezno s anđelom | pobjednica |

### Premios Palmas de Oro
| Godina | Kategorija                  | Nominirani rad    | Rezultat   |
| ------ | --------------------------- | ----------------- | ---------- |
| 2009.  | Glumacko otkrice desetljeća | Oprezno s anđelom | pobjednica |

### Premios MusicaOnline
| Godina | Kategorija   | Rezultat   |
| ------ | ------------ | ---------- |
| 2011.  | Osoba godine | pobjednica |

### Premios Wonderwall Latino
| Godina | Kategorija          | Nominirani rad  | Rezultat   |
| ------ | ------------------- | --------------- | ---------- |
| 2011.  | Najbolja telenovela | Pobjeda ljubavi | pobjednica |

### Premios OMG Yahoo
| Godina | Kategorija | Rezultat   |
| ------ | ---------- | ---------- |
| 2011.  | OMG Girl   | nominacija |

### Premios Mashable
| Godina | Kategorija                                   | Rezultat   |
| ------ | -------------------------------------------- | ---------- |
| 2011.  | Najpopularnija glumica na drustvenim mrezama | nominacija |

### Premios OYE
| Godina | Kategorija      | Nominirani rad  | Rezultat   |
| ------ | --------------- | --------------- | ---------- |
| 2012.  | Najbolja pjesma | A partir de hoy | nominacija |

## Priznanja

### 2007
- 2007: Časopis Acasa Magazine ju je imenovao za "Najljepšu glumicu Latino Amerike"
- 2007: Časopis Quien.com je uvrstio na listu "10 najljepših lica sa televizije"

### 2009
- 2009: Bila je imenovana za "Kraljicu Karnevala Karolina"
- 2009: Bila je imenovana kao jedna od "Las 6 mexicanas mas bellas"
- 2009: Časopis People en Español je uvrstio na listu "Los 50 más bellos".

### 2010
- 2010: Bila je imenovana kao jedna od "Las 6 mexicanas mas bellas"
- 2010: Bila je imenovana za "10 najljepsih meksikanki" portala Croinfo.net
- 2010: Časopis Svijet Sapunica ju je uvrstio na listu "Najplacenijih glumaca Meksika"
- 2010: Časopis YesTeen je uvrstio njenu Brazilsku turneju na listu "6 najboljih koncerata"
- 2010: Časopis People en Español je uvrstio na listu "Los 50 más bellos"
- 2010: Bila je imenovana kao jedna od "najsexy glumica" zauzimajuci 9.mjesto
- 2010: Bila je imenovana kao jedna od "200 najsexy glumica" zauzimajuci 1.mjesto

### 2011
- 2011: Časopis People en Español je uvrstio na listu "Los 50 más bellos".
- 2011: Časopis People en Español je uvrstio na listu "Las 25 mujeres mas poderosas"
- 2011: Časopis People en Español je uvrstio na listu "Las 15 rostros mas radiantes"
- 2011: Časopis TVyNovelas je uvrstio na listu "Los 60 mas guapos del espectaculo"
- 2011: Bila je imenovana kao jedna od "Las 6 mexicanas mas bellas"

### 2012
- 2012: Časopis People en Español je uvrstio na listu "Los 50 más bellos".
- 2012: Bila je imenovana kao jedna od "11 najsexy latino glumica" prema poljskom portalu Plotel.pl

## Vanjske poveznice
- Službena stranica  Arhivirana inačica izvorne stranice od 15. svibnja 2019. (Wayback Machine)
- Službeni Youtube kanal